# Бродячі тварини

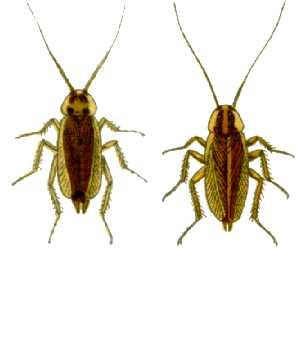
Тарган Blattella germanica (Прусак рудий) — найчисельніший на землі представник бродячих тварин

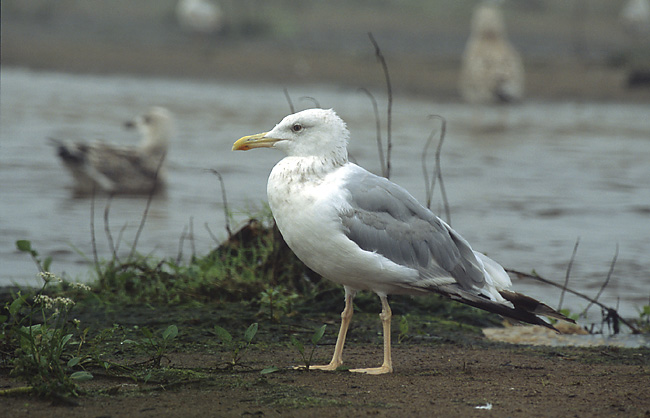
Мартин жовтоногий (Larus cachinnans) — вид-«бродяга», що активно формує нові поселення по всій материковій частині Україні

Бродя́чі, або бродя́жні твари́ни (engl. Vagrant species) — загальна назва всіх видів тварин, які ведуть неосілий спосіб життя або окремі особини яких здатні до дальніх виселень за межі своїх популяцій. Бродячий спосіб життя часто веде до загибелі особин, проте саме він є основою формування нових колоній. Особливо яскраво це проявляється у тварин, які стають синантропами або урбофілами і активно розселяються по мережі людських поселень або інших неприродних для них середовищ, видозмінених людиною, у тому числі агроценозів.

## Обсяг поняття
Словники подають кілька значень слова «бродячий». За СУМ:
|  | БРОДЯЧИЙ, а, е. Який не живе на одному місці або не має постійного місця проживання. ... // Який постійно переходить з місця на місце; мандрівний. ... // Який має або виявляє схильність бродити, переходити з місця на місце. |

За тавтонімією, мова йде про всіх тварин, від найпростіших (наприклад, амеба) та плоских червів (наприклад, ціп'як бичачий) до молюсків (наприклад, виноградний слимак), комах (наприклад, тарган) і хребетних (наприклад, пес або мавпа). Хоча мова найчастіше йде про ссавців, бродяжність найповніше досліджена фахівцями кількох різних групах — у птахів (голуби, мартини), комах (метелики, молі, бабки), ссавців (кажани, хижі, їжаки) та плазунів (черепахи).
Здатність до ведення «бродячого» способу життя особливо характерна для групи солітарних тварин, тобто видів, для яких властивий усамітнений побут. Вони можуть бути як територіальними, так і нетериторіальними. Рівень усамітненості може змінюватися з віком або зміною статусу тварин в групах.
Нерідко цей статус отримують також різноманітні безпритульні (колишні свійські) тварини — коти, пси, а інколи також корови, кози, кролі та інші.
- близькі, проте інші екологічні групи та значення (в дужках — engl.):
  - кочові тварини (nomadic animals),
  - безпритульні тварини (stray animals),
  - здичавілі тварини (feral animals).

## Поняття EOO та AOO

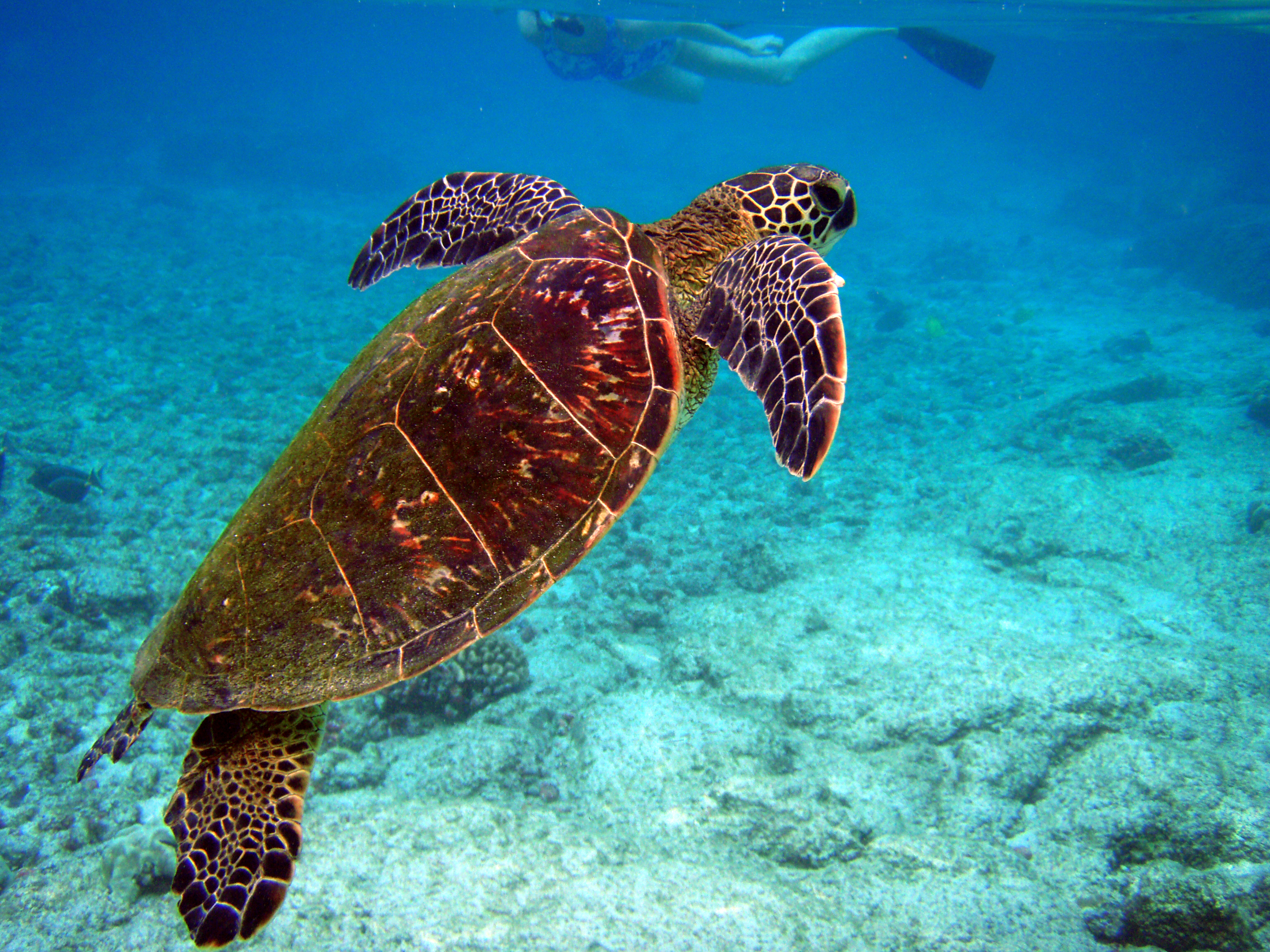
Морські черепахи (Chelonioidea) характеризуються широкою дисперсією у просторі (EOO >> AOO)

При описі особливостей поширення видів та при оцінках категорій видів за статусом вразливості, згідно з рекомендаціями МСОП використовують два близькі поняття (переклади термінів українською за:):
- EOO — Extent of occurrence (область поширення)
- AOO — Area of occupancy (область оселення)

У видів з групи «Бродячі тварини» (vagrant species) область поширення нерідко є значно ширшою за область оселення через відносно велику частку і віддалені розселення частини особин за межами основного ареалу виду. Чим більш виразна бродяжність (вагрантність) у певного виду, тим більшою є різниця між EOO та AOO (EOO >> AOO). Наприклад, для категорії «вразливий» (VU) одним з критеріїв МСОП є: «EOO менше 20'000 км² або AOO менше 2'000 км²».
Ситуація з EOO >> AOO особливо характерна для літаючих та вільно плаваючих видів, зокрема для птахів, метеликів, кажанів, променеперих, китоподібних тощо). У цілком осілих тварин з малими здібностями до дисперсії EOO = AOO.

## Бродячі види та біологічні інвазії

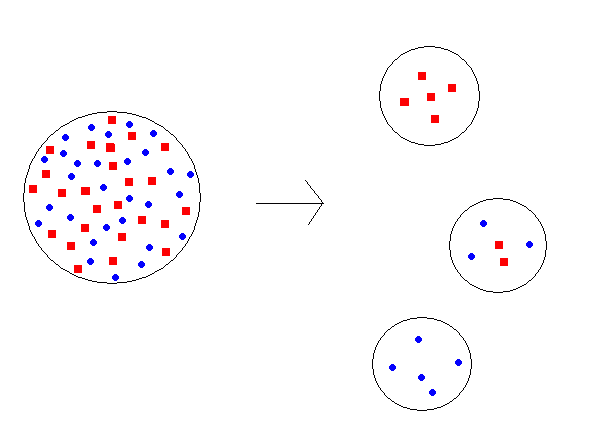
Приклад, що ілюструє Ефект засновника. Батьківська популяція − ліворуч, три можливих нових популяції-засновниці − праворуч

Бродячі види є основними учасниками інвазійного процесу. Закономірностей появи чужорідних видів існує чимало (напр.: Mooney, Cleland, 2001), головним з них є поява і переважання чужорідних видів у неприродних місцезнаходженнях, у некорінних біотопах, у порушених (людиною) екосистемах, якими, зокрема, є урбоценози, агроценози, лісосмуги тощо (напр. та ін.). Здатність бродячих видів до широкої дисперсії, особливо поза сезонами розмноження, під час міграцій або у період до статевої зрілості забезпечує надзвичайно динаміку їхніх популяцій (зокрема й просторову динаміку) та можливість вселення у нові для них ареали в межах притаманного їм біому або навіть за його межі.
- див. також Ефект засновника

## Бродяжність синантропних тварин
Дослідження бродячих тварин з групи синантропних є одними з найпопулярніших серед фахівців. Зокрема, можна відзначити дисертацію Є. Березкіної (2002 та ін.) щодо безпритульних псів міста Омськ, численні дослідження міських популяцій безпритульних голубів (Доржиєв, 1991, Салімов, 2006), цикл досліджень О. Виноградової щодо міських популяцій комарів та багато інших. Дослідженням синантропних тварин було присвячено одну з конференцій Українського теріологічного товариства: «Синантропія ссавців та фауна урбоекосистем» (2005).
Бродяжність властива багатьом видам синантропних тварин, у тому числі різним формам безпритульних тварин, які колись мали, але врешті втратили постійний зв'язок з людиною. У містах ними опікуються громадяни та громадські об'єднання, що називаються зоозахисниками. Такі форми опікунства, коли безпосередньої користі один вид він іншого не отримує, в екології називають мутуалізмом, а поведінка таких синантропів найчастіше проявляється як коменсалізм (зокрема, виїдання вільної доступної органіки та жебрацтво). Опікунство щодо бродячих тварин найчастіше поширюється на псів, котів, голубів та зимових скупчень дрібних птахів.
- див. також: Бездомні пси
- див. також: Безпритульні тварини
- Про людей див.: Безпритульні (= волоцюга).